# 1993 (film)
1993 (russisk: 1993) er en russisk spillefilm fra 2023 af Alexander Veledinsky.

## Medvirkende
- Jekaterina Vilkova som Lena
- Jevgenij Tsyganov som Viktor
- Aleksandr Robak som Jans
- Aleksandra Rebjonok som Vika
- Grigorij Vernik som Aleksej Sid
- Elvira Sinelnik som Veronica Donskaja
- Maksim Lagasjkin som Mikhail